# Arthur Waley
Arthur David Waley CH CBE (19 d'agost, 1889 – 27 de juny, 1966) va ser un important orientalista i sinòleg anglès.

## Biografia
Nasqué a Tunbridge Wells, Kent, Anglaterra, amb el nom d'Arthur David Schloss. Era fill d'un economista, anomenat David Frederick Schloss. Quan va esclatar la Primera Guerra Mundial, l'any 1914, es va canviar el cognom, que era d'origen alemany, pel de la seva àvia paterna, Waley.
Es va educar a la Rugby School i després, el 1907, va ingressar al King's College de la Universitat de Cambridge, on va estudiar filologia clàssica. La vídua del niponòleg nord-americà d'ascendència catalana Ernest Francisco Fenollosa li va oferir els manuscrits del seu marit amb traduccions de poesia xinesa i teatre no japonès que corregí i publicà en anglès amb l'ajut del poeta Ezra Pound amb gran èxit; per conducte de Pound, que era el secretari de W. B. Yeats, aquest teatre va influir en el del gran poeta irlandès.
El 1918 conegué Beryl de Zoete, crítica de dansa i escriptora. Van viure junts fins que ella va morir el 1962. El 1966, poc abans de morir, es va casar amb Alison Robinson, a la que coneixia des del 1929. Van viure al barri de Bloosmbury, Highgate, Londres, on Waley va tenir temps d'integrar-se a l'anomenat Cercle de Bloomsbury.

## Obres destacades

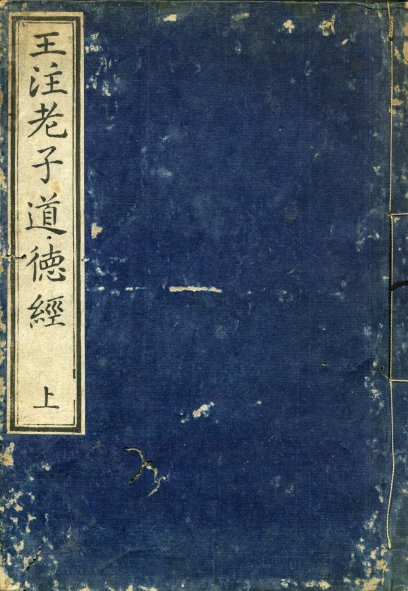
El Tao Te King, edició Wang Bi, 1770

El Conte de Genji, llibre 20

- A Hundred and Seventy Chinese Poems, 1918
- More Translations from the Chinese (Alfred A. Knopf, New York, 1919).
- Japanese Poetry: The Uta, 1919
- The Nō Plays of Japan, 1921
- The Tale of Genji, de Lady Murasaki, 1921-1933
- The Temple and Other Poems, 1923
- Introduction to the Study of Chinese Painting, 1923
- The Pillow Book of Sei Shōnagon, 1928
- The Way and its Power: A Study of the Tao Te Ching and its Place in Chinese Thought, 1934
- The Book of Songs (Shih Ching), 1937
- The Analects of Confucius, 1938
- Three Ways of Thought in Ancient China, 1939
- Translations from the Chinese, a compilation, 1941
- Monkey, 1942
- Chinese Poems, 1946
- The Life and Times of Po Chü-I, 1949
- The Real Tripitaka and Other Pieces, 1952
- The Nine Songs: A Study of Shamanism in Ancient China, 1955
- Yuan Mei: Eighteenth Century Chinese Poet, 1956
- The Opium War through Chinese Eyes, 1958
- The Poetry and Career of Li Po, 1959
- Ballads and Stories from Tun-Huang, 1960
- The Secret History of the Mongols, 1963